# Kaiserliche und Königliche Luftfahrtruppen

Escarapel·les utilitzades com a distintiu per l'aviació.

Les Kaiserliche und Königliche Luftfahrtruppen o Tropes d'Aviació Imperials i Reials van ser la força aèria de l'imperi austrohongarès fins a la desaparició de l'imperi el 1918. Van tenir accions de combat tant al front oriental com a l'italià durant la Primera Guerra Mundial.

## Història
El servei aeri va començar el 1893 com a cos de globus aerostàtics (Militär-Aeronautische Anstalt) i després es reorganitzà el 1912 sota el comandament del major Emil Uzelac, oficial d'enginyeria de l'exèrcit. El servei aeri romandria sota el seu comandament fins a la fi de la Primera Guerra Mundial el 1918. Els primers oficials de la força aèria van ser pilots privats sense formació prèvia en aviació militar.
En esclatar la Primera Guerra Mundial, el servei aeri estava format per 10 globus d'observació, 85 pilots i 39 avions operables. A final de 1914, aconseguiren tenir 147 avions operatius desplegats en 14 unitats. De la mateixa manera que Àustria-Hongria va formar un exèrcit i una marina conjunta, també va organitzar forces aèries i d'aviació naval conjuntes. Aquesta última fprça va operar hidroavions. Les bases d'hidroavions de la costa adriàtica també allotjaven bombarders.
Els pilots i tripulants austrohongaresos es van enfrontar inicialment contra les forces aèries de Romania i Rússia, alhora que van desplegar unitats aèries a Sèrbia, Albània i Montenegro. En aquesta primera època de la guerra, només la Flota Aèria Militar Imperial representava una amenaça creïble, tot i que la seva producció de 4.700 estructures d'aeronaus en temps de guerra no li donava cap avantatge logística sobre la Luftfahrtruppen abans que cessés les operacions a mitjan 1917. Tot i això, els austrohongaresos van sol·licitar i van rebre reforços aeris dels seus aliats alemanys, especialment a Galítsia.
El 30 de setembre de 1915, les tropes de l'exèrcit serbi van observar tres avions austrohongaresos que s'apropaven a Kragujevac. Els soldats van disparar-los amb escopetes i metralladores, però no van aconseguir evitar que caiguessin 45 bombes sobre la ciutat, que van afectar instal·lacions militars, l'estació de ferrocarril i molts altres objectius de la ciutat, principalment civils. Durant els bombardejos, el soldat Radoje Ljutovac va disparar un canó contra els avions enemics i va fer-ne caure un, que es va estavellar a la ciutat.
L'entrada d'Itàlia en guerra, el 15 de maig de 1915, va obrir un altre front i va fer aparèixer el màxim oponent de l'Imperi en la guerra aèria. El nou front es trobava als Alps del sud, cosa que feia que volar fos molt perillós i que qualsevol accident a les muntanyes fos pràcticament mortal. Per solucionar l'escassetat inicial de caces italians, França va destinar un esquadró a la defensa de Venècia i per oposar-se als austrohongaresos.
El programa d'aviació austrohongarès de 1916 preveia l'ampliació a 48 esquadrons a final d'any; tanmateix, només 37 es van activar a temps. Els esquadrons de biplaces reconeixement i de bombarders sovint tenien integrats a la unitat diversos caces monoplaça per servir d'escorta a les missions. Això reflectia l'èmfasi de l'alt comandament de l'exèrcit en associar els caces a tasques defensives.
Durant 1917, Àustria-Hongria va augmentar el nombre d'escoles de formació de vol a 14, amb 1.134 alumnes. El programa d'expansió es va ampliar a 68 esquadrons i el servei aeri va aconseguir activar les 31 unitats necessàries. No obstant això, el Luftfahrtruppen va començar a perdre la seva campanya italiana a mesura que la superioritat numèrica italiana es començà a fer sentir. Al 19 de juny de 1917, la situació s'havia deteriorat fins al punt que una força d'atac italiana de 61 bombarders i 84 avions d'escorta es va enfrontar a una defensa austrohongaresa de només 3 caces i 23 biplaces. Al cap de dos mesos, la Luftfahrtruppen ja havia d'enfrontar-se a més de 200 avions enemics cada dia. Part de la disparitat es pot explicar per la importació de quatre esquadrons del Royal Flying Corps amb l'objectiu d'augmentar la força de combat italiana arran de la batalla de Caporetto. Després, quan va arribar l'hivern, l'escassetat de carbó i altres subministraments crucials van dificultar encara més la producció per al servei aeri de l'Imperi.
Els plans austrohongaresos de 1918 demanaven arribar a 100 esquadrons amb 1.000 pilots. La producció va pujar a 2.378 avions durant l'any. Tanmateix, la retirada de les unitats aèries alemanyes per combatre a França va empitjorar la manca d'avions austrohongaresos. El juny de 1918, la força del Luftfahrtruppen va assolir les 77 Fliegerkompanie (Fliks), dels quals només 16 eren esquadrons de caça. El 26 d'octubre, un conjunt de caces de prop de 400 avions italians, britànics i francesos es desplegaven habitualment mentre les forces terrestres italianes avançaven cap a la victòria, davant dels quals els austrohongaresos només podien envolar 29 aparells. L'armistici local el 3 de novembre de 1918 va ser el final efectiu del Luftfahrtruppen.
El màxim nombre d'aparells que va arribar a operar el Luftfahrtruppen durant la guerra va ser de 550 avions, tot i tenir quatre fronts per cobrir. Les seves pèrdues en temps de guerra van ascendir al 20 per cent dels seus pilots d'aviació naval morts per acció o accident, i el 38 per cent dels seus pilots d'aviació de l'exèrcit.

## Aparells

### Avions

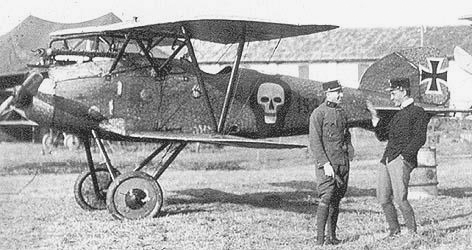
Un Albatros D.III pilotat per Godwin Brumowski (l'home de l'esquerra)

Els avions utilitzats pel servei aeri eren una combinació de dissenys austrohongaresos construïts dins de l'imperi, models alemanys fabricats nacionalment per empreses austríaques (sovint amb modificacions) i avions importats d'Alemanya. Els models principals foren:
- Etrich Taube
- Etrich Luft-Limousine
- Lohner Type AA
- Lohner L
- Lohner B.VII
- Lohner C.I
- Fokker A.III
- Fokker E.III
- Knoller C.II
- Hansa-Brandenburg B.I
- Hansa-Brandenburg C.I
- Hansa-Brandenburg D.I
- Hansa-Brandenburg G.I
- Aviatik B.III
- Aviatik D.I
- Albatros B.I
- Albatros D.II
- Albatros D.III
- Phönix D.I

Tot i que cap de les potències europees estava preparada per a la guerra aèria moderna al començament del conflicte, Àustria-Hongria va ser una de les més desafavorides a causa del tradicional lideratge conservador civil i militar de l'imperi, combinat amb un grau d'industrialització comparativament baix; l'economia agrícola de l'imperi va reduir la capacitat d'innovació. La indústria del país dedicada a la construcció aeronàutica s'utilitzava en la seva major part per a la fabricació artesanal d'avions des del començament fins al final, en lloc de produir un sol tipus d'aeronaus a partir de línies de muntatge especialitzades; en general, es van assignar contractes a diverses fàbriques, amb el resultat d'un parc aeri format per una gran quantitat de models diferents. L'escassetat de mà d'obra no qualificada també va dificultar la producció. El retard tecnològic no es limitava a l'ús de la construcció artesanal en lloc de les línies de muntatge. Per exemple, el caça austrohongarès més utilitzat, el Hansa-Brandenburg D.I, no disposava de mecanisme de sincronització de les armes amb l'hèlix.
La producció en període de guerra va ser de 5.180 avions durant quatre anys de guerra; en comparació, el principal enemic d'Àustria-Hongria, Itàlia, va construir uns 18.000 en tres anys. La pràctica austrohongaresa incloïa la inspecció dels avions acabats per oficials de l'exèrcit abans que sortissin de la fàbrica.

### Dirigibles
Abans de la guerra, l'exèrcit també va operar quatre dirigibles a Fischamend:
- Militärluftschiff I (1909-1914), també conegut com a Parseval PL 4.
- Militärluftschiff II (1910-1913), també conegut com a Lebaudy 6 Autrichienne
- Militärluftschiff III (1911-1914)
- Militärluftschiff IV (1912)

El Militärluftschiff III va ser destruït en una col·lisió aèria amb un Farman HF.20 el 20 de juny de 1914. Això va acabar amb el programa de dirigibles. Durant la guerra, els militars van manifestar interès per comprar zeppelins a Alemanya, però no van aconseguir adquirir-ne cap. La marina va ordenar que se'n fabriquessin quatre el 1917, però no se'n va completar cap abans de l'armistici. Van ser desballestats pels aliats després de la guerra.

## Organització
La K.u.K. Luftfahrtruppen va organitzar-se a tres nivells. Al capdamunt hi havia el Fliegerarsenal (‘arsenal d'aviació’), una burocràcia complexa que treballava per al ministeri de guerra. Els nous avions s'enviaven de la fàbrica a un grup Flars per a la seva acceptació; aquests grups es van situar a:
- I a Aspern, Àustria
- II a Budapest, Hongria
- III a Wiener-Neustadt (posteriorment es va traslladar a la planta d'Anatra a Odessa)
- IV a Campoformido, Itàlia
- Un grup sense numeració a Berlín per acceptar avions alemanys[16]

Al seu torn, els Flars enviaven els avions rebuts als Fliegeretappenpark (‘parcs d'aviació’). Aquests Fleps eren responsables de subministrar un sector de combat de les forces austrohongareses; enviaven material i subministraments a les unitats d'aviació. També van servir de dipòsits de reparació d'avions; reparaven avions que estaven danyats per sobre de les capacitats de reparació d'una unitat de primera línia. Al començament de la guerra, hi havia tres Flars; n'hi havia onze al final de la guerra.
Finalment, hi havia les unitats de línia del K. u. K Luftfahrtruppen. Aquestes Fliegerkompanie acostumaven a estar mancades de personal suficient i rarament tenien més de vuit pilots per unitat. Hi havia 77 Fliks existents al final de la guerra Cap al 1917, els seus números d'unitats es van ampliar amb un sufix de lletres que denotava la missió de la unitat. Per exemple:
- «J» indicava que es tractava d'una Jagdfliegerkompanie, un esquadró de caça
- «P» significava Photoeinsitzerkompanie, o un esquadró de reconeixement fotogràfic monoplaça. «Rb» va designar un esquadró capaç de prendre seqüències fotogràfiques i mosaics.
- «D» volia dir que un esquadró era una Divisionfligerekompanie que efectuava vols de reconeixement de curt abast per a una divisió de l'exèrcit.
- «K» indicava que era una Korpsfligerkompanie que efectuava vols de reconeixement de curt abast per a un cos de l'exèrcit.
- «F» indicava una unitat de reconeixement de llarg abast.
- «S» estava associat als esquadrons de suport a terra; sovint eren esquadrons «D» reconvertits.
- «G» denotava una esquadra de bombarders.[16][a]

## Emblemes
Al començament de la guerra, els avions austrohongaresos estaven pintats de vermell intens amb bandes blanques per tot el casc. Aquest esquema de colors es va descartar ràpidament, però les bandes vermella/blanca/vermella es mantingueren a l'extrem de les ales i a la cua. Els avions procedents d'Alemanya arribaven amb l'habitual emblema de la creu patent negra que es Àustria-Hongria també va adoptar oficialment el 1916.
Àustria-Hongria va produir 413 hidroavions durant la guerra. Aquests avions navals duien un esquema de colors molt semblant, però de vegades més elaborat. Típicament, un hidroavió portava una creu patent negra sobre fons blanc; les creus sobre fons blanc es trobaven a la part superior de les superfícies de l'ala superior, tant a babord com a estribord, a les dues superfícies de l'ala inferior i als costats del casc. A més, el timó i els alerons pintar de vermell i blanc.